# Памятник Александру Пушкину и Наталье Гончаровой
Па́мятник Алекса́ндру Пу́шкину и Ната́лье Гончаро́вой — памятник известному русскому поэту Александру Пушкину и его жене Наталье Гончаровой. Установлен в 1999 году на Арбате напротив дома, где они жили. Авторами проекта являются скульпторы Александр и Игорь Бургановы, архитекторы Евгений Розанов и Е. К. Шумов.
Скульптура копирует сцену после венчания пары и изображает их шагающими вперёд держась за руки. Обе бронзовые статуи выполнены с большим портретным сходством и установлены на гранитный постамент с надписью: «Александр Пушкин и Наталья Гончарова».